# Vsevolod Ivanov
Vsevolod Ivanov (Pavlodar, 12 de fevereiro de 1895 - Moscou, 15 de agosto de 1963) foi um escritor soviético notável pelos contos coloridos de aventura ambientados na parte asiática da Rússia durante a Guerra Civil. 

## Biografia
Ivanov nasceu no que é hoje o norte do Cazaquistão, na família de um professor. Quando criança, Vsevolod fugiu para se tornar um palhaço em um circo itinerante. Sua primeira história, publicada em 1915, chamou a atenção de Maxim Gorky, que aconselhou Vsevolod ao longo de sua carreira. 
Ivanov se juntou ao Exército Vermelho durante a Guerra Civil e lutou na Sibéria. Isso inspirou seus contos, Partisans (1921) e Armored Train (1922). 
Em 1922, Ivanov juntou-se ao grupo literário Serapion Brothers. Outros membros incluíram Nikolai Tikhonov, Mikhail Zoshchenko, Victor Shklovsky, Veniamin Kaverin e Konstantin Fedin. 
Os primeiros romances de Ivanov, Colored Winds (1922) e Azure Sands (1923), foram ambientados na parte asiática da Rússia e deram origem ao gênero western na literatura soviética. Sua novela Baby foi aclamada por Edmund Wilson como o melhor conto soviético de todos os tempos. 
Mais tarde, Ivanov foi criticado por críticos bolcheviques, que alegaram que seus trabalhos eram pessimistas demais e que não estava claro se os vermelhos ou os brancos eram os heróis.
Em 1927, Ivanov reescreveu seu conto, o Trem Blindado 14-69, em uma peça. Desta vez, a peça destacou o papel dos bolcheviques na Guerra Civil.
Entre seus trabalhos posteriores estão as Aventuras de um Faquir (1935) e A Tomada de Berlim (1945). Durante a Segunda Guerra Mundial, Ivanov trabalhou como correspondente de guerra para Izvestia.
O filho de Vsevolod, Vyacheslav Ivanov, tornou-se um dos principais filólogos e indo-europeus do final do século XX. Vsevolod adotou o filho ilegítimo de Isaak Babel, Emmanuil, quando se casou com a amante de Babel, Tamara Kashirina. O nome de Emmanuil foi alterado para "Mikhail Ivanov" e mais tarde ele se tornou um artista notável.